# Cleora separata
Cleora separata là một loài bướm đêm trong họ Geometridae.